# Urs Villiger
Urs Villiger (né le 9 janvier 1971 à Winterthour) est un acteur suisse.

## Biographie
Après des études à la European Film Actor School de Zurich, il fait ses débuts dans Kalter Frühling de Dominik Graf, suivi par deux courts-métrages et rôles dans les feuilletons Unter uns et Alerte Cobra. Depuis 2005 il joue le rôle du cavaleur Julian Hagen dans la série allemande Lindenstraße. Au cinéma, il joue entre autres au côté de Veronica Ferres dans Die wilden Hühner (2006).